# Anoristia venosella
Anoristia venosella är en fjärilsart som beskrevs av Moore 1878. Anoristia venosella ingår i släktet Anoristia, och familjen mott. Inga underarter finns listade i Catalogue of Life.